# Zastava Mestne občine Maribor
Zastava Mestne občine Maribor je pravokotne oblike v razmerju 1:2. Zastava, ki se navpično izobeša, je vzdolžno razdeljena po sredini na dve polji, v razmerju ena proti ena, od katerih je levo polje, gledano od spredaj, bele barve, desno polje pa rdeče barve. Na zastavi leži na spodnji polovici, pravokotno na širino zastave, grb Mestne občine Maribor v barvni upodobitvi. Grb je enako odmaknjen od levega in desnega roba zastave ter enako odmaknjen od spodnjega roba zastave in namišljene središčne črte zastave. Širina grba znaša 29 % širine zastave in višina grba znaša 48 % višine zastave. Grb je na rdečem barvnem polju zastave obdan s tankim belim robom v velikosti 1 % širine zastave.